# القناص (فلم)
القناص (بالإنجليزية: The Shooter) هو فيلم أمريكي عام 2007 فيلم أكشن من إخراج أنطوان فوكوا وكتبه جوناثان ليمكين، استنادًا إلى رواية عام 1993 «قطة التأثير» بقلم ستيفن هنتر. يتبع الفيلم قوة ريكون المحارب المخضرم بوب لي سواغر (مارك والبيرغ)، من إطار لارتكابه جريمة قتل على يد وحدة مارقة من الأفراد تعمل لصالح شركة عسكرية خاصة. الفيلم من بطولة مايكل بينا وداني جلوفر وكيت مارا وليفون هيلم ونيد بيتي. تم إنتاجه بواسطة لورنزو دي بونافينتورا من خلال صور دي بونافينتورا، وتم إصداره بواسطة باراماونت بيكتشرز في الولايات المتحدة في 23 مارس 2007.

## اخلقصة
قوات مشاة بحرية الولايات المتحدة قوة الاستطلاع رقيب المدفعية كشافة / قناص يشارك بوب لي سواغر في مهمة في إريتريا مع قناص وصديق مقرب عريف دوني فين. إنهم يساعدون قافلة حليفة على الإفلات من العدو، لكن دوني قُتل لاحقًا في معركة بالأسلحة النارية ضد قوات الميليشيا. بعد ثلاث سنوات يعيش سواغر، الذي أصبح الآن مدنيًا محبطًا، في منفى اختياري في كوخ خشبي منعزل. في مكتب شركة عسكرية خاصة غير مسماة في لانغلي، فيرجينيا قام أحد المتقاعدين الجيش الأمريكي العقيد بتسمية مراجعة إسحاق جونسون ورفاقه تقرير العمليات القتالية لـ سواغر وشهادة التفريغ. يزورونه ويطلبون منه تقديم خبرته في منع اغتيال محتمل للرئيس الأمريكي خلال جولته الخطابية القادمة. يوافق اختيال على مضض. أعطاه جونسون قائمة بمواقع الاغتيال المحتملة، وخلصسواغر إلى أن قاعة الاستقلال في فيلادلفيا هو المكان الوحيد الذي يمكن أن يحدث فيه الاغتيال حيث يتعين على القاتل إطلاق رصاصة من 2000 ياردة. في يوم خطاب فيلادلفيا، يعمل سواغر مع رجال جونسون وتيمونز ضابط شرطة فيلادلفيا للعثور على القاتل. ومع ذلك أطلقت الرصاصة. يتم خيانة سواغر فجأة وإطلاق النار عليه من قبل تيمونز، لكنه تمكن من الفرار. المتآمرون يؤطرون سواغر للاغتيال، ويتبع ذلك مطاردة. يقوم سواغر بإخضاع وكيل مكتب التحقيقات الفدرالي نيك ممفيس ويسرق سيارته ويصطدم بها في نهر ديلاوير. ثم يتمسك بجانب البارجة لتجنب القوات الملاحقة.
استمرارًا للتهرب من المطاردة يحاول سواغر معالجة إصاباته ويلجأ إلى سارة أرملة دوني. يعلم أن رئيس الأساقفة قُتل بدلاً من الرئيس. سارة تنتهي من علاج إصاباته. عند التعافي، يقنعها سواغر بمساعدته في تلميح ممفيس. ممفيس، الذي كان كبش فداء لهروب سواغر ومن المقرر أن يخضع لمراجعة مهنية، يجادل بأنه بالنظر إلى تدريب سواغر وخبراته، فإنه من المشكوك فيه أنه «أخطأ» الرئيس بعدة أقدام وضرب رئيس الأساقفة بدلاً من ذلك. إنه يشتبه في أن سواغر كان مؤطرا للاغتيال وهو مقتنع أكثر عندما علم أن الشرطي الذي أطلق النار على سواغر قد قُتل بعد ذلك بوقت قصير. بعد الحصول على نصائح حول سواغر من سارة مقنعة، حاول الوصول إلى معلومات سرية على مستوى ديلتا في مكتب مكتب التحقيقات الفدرالي. تلقى جونسون ورجاله بلاغًا بناءً على طلب على مستوى دلتا وأدركوا أن ممفيس على وشك كشفهم. يأمرونه باختطافه ويحاولون الانتحار. كما قاموا باختطاف سارة من منزلها.
ومع ذلك، سواغر يصل إلى مخبأ ممفيس ويقتلهم جميعًا. يبدأ هو وممفيس العمل معًا، بدءًا من زيارة خبير الأسلحة النارية الذي يشرح لهما التقنية المستخدمة للتلاعب ببيانات المقذوفات الخاصة بالاغتيال والذي يسرد الرماة القادرين على إطلاق النار. حددوا مكان القاتل الذي يكشف أن رئيس الأساقفة كان الهدف المقصود. قُتل لمنعه من الكشف عن كونسورتيوم مصالح نفطية للشركات بقيادة فاسدة  سناتور أمريكي تشارلز ميتشوم أمر بقتل قرية إريترية لبناء خط أنابيب نفط. سواغر يسجل هذا البيان. يخبر القاتل سواغر أن سارة قد اختطفت، ثم تنتحر. تعرض سواغر وميمفس لكمين من قبل مجموعة مرتزقة تم نشرها بتفويض من ميتشوم لأوامر جونسون ولكن تدبر للقتل مهاجميهم والهرب. اتصلوا بجونسون ووافقوا على مبادلة سارة بتسجيل اعتراف القاتل.
يلتقي جونسون وميتشوم وسارة وعدد قليل من المرتزقة بسواغر وممفيس على قمة جبل. سواغر يقتل الثلاثة من المرتزقة القناص. قاموا بتبادل سارة مقابل الشريط، ثم استسلموا لمكتب التحقيقات الفيدرالي.
يتم إحضارسواغرأمام المدعي العام الأمريكي ومدير مكتب التحقيقات الفيدرالي في اجتماع خاص مع العقيد جونسون وممفيس وسارة. يمسح سواغر اسمه بسرعة من خلال توجيه بندقيته المحملة (كدليل، كما يُفترض أنه استخدم في الاغتيال) على جونسون والضغط على الزناد؛ فشل في إطلاق النار. يوضح سواغر أنه في كل مرة يغادر فيها منزله، يقوم بإغلاق دبابيس إطلاق النار في بنادقه؛ هذا يجعلها غير صالحة للعمل. على الرغم من تبرئة سواغر، لا يمكن مقاضاة جونسون لأن إفريقيا خارج الولاية القضائية الأمريكية. أخبر المدعي العام سواغر أنه يجب عليه الالتزام بالقانون والامتناع عن اليقظة، «على الرغم من أن هذا هو المطلوب في بعض الأحيان». تم إطلاق سواغر.
بعد فترة، كان جونسون وميتشوم يجلسان في حجرة منعزلة لمناقشة عمليتهما التالية.سواغر يكسر ويقتل كلا من الرجال وشركائهم. يتسبب في تفجير المقصورة كأنها مصادفة ثم يغادر مع سارة.

## فريق التمثيل

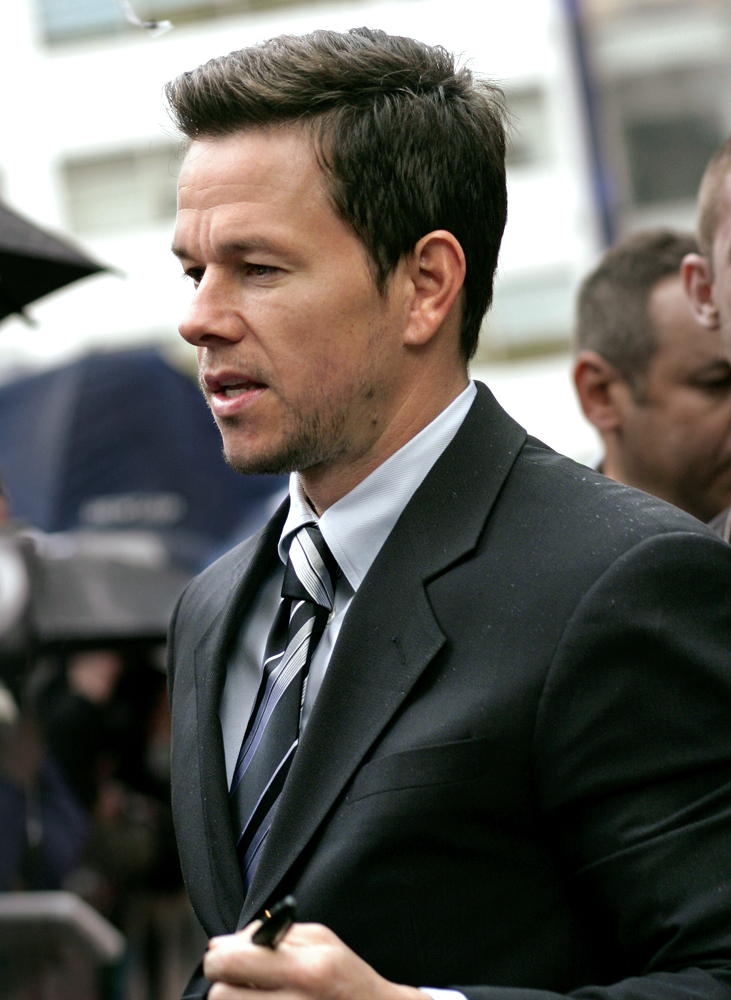
Mark Wahlberg في العرض الأول لفيلم "Shooter" في لندن

- مارك والبرغ بصفته رقيب مدفعي بوب لي سواغر
- مايكل بينيا بصفته الوكيل الخاص نيك ممفيس
- داني جلوفر مثل العقيد إسحاق جونسون
- كيت مارا بدور سارة فين
- إلياس كوتياس بدور جاك باين
- رونا ميترا بصفتها الوكيل الخاص
- جوناثان ووكر دور لويس دوبلر
- جاستن لويس مساعد الوكيل الخاص المسؤول هوارد بورنيل
- تيت دونوفان بصفته الوكيل الخاص روس تورنر
- ريد سربيدزيجا دور مايكل ساندور
- آلان سي بيترسون بدور إدارة شرطة فيلادلفيا الضابط ستانلي تيمونز
- نيد بيتي بدور السناتور تشارلز ف. ميتشوم
- لين جاريسون دور العريف دوني فين
- برايان ماركنسون بصفته المدعي العام روسيرت
- ليفون هيلم مثل السيد معدل
- مايك دوبود كمرتزقة قياديين
- إيمون ووكر كرئيس أساقفة

## روابط خارجية
- القناص على موقع IMDb (الإنجليزية)
- القناص على موقع ميتاكريتيك (الإنجليزية)
- القناص على موقع روتن توميتوز (الإنجليزية)
- القناص على موقع نتفليكس (الإنجليزية)
- القناص على موقع قاعدة بيانات الأفلام العربية
- القناص على موقع ألو سيني (الفرنسية)
- القناص على موقع Turner Classic Movies (الإنجليزية)
- القناص على موقع أول موفي (الإنجليزية)
- القناص على موقع بوكس أوفيس موجو (الإنجليزية)
- القناص على موقع فيلمافينيتي (الإسبانية)